# Atractus occidentalis
Atractus occidentalis este o specie de șerpi din genul Atractus, familia Colubridae, descrisă de Savage 1955. Conform Catalogue of Life specia Atractus occidentalis nu are subspecii cunoscute.